# Callaeum
Callaeum é um género botânico pertencente à família Malpighiaceae.

## Espécies
| - Callaeum antifebrile (Griseb.) D.M.Johnson - Callaeum chiapense (Lundell) D.M.Johnson - Callaeum clavipetalum D.M.Johnson - Callaeum coactum D.M.Johnson - Callaeum johnsonii W.R.Anderson - Callaeum macropterum (DC.) D.M.Johnson | - Callaeum malpighioides (Turcz.) D.M.Johnson - Callaeum nicaraguense (Griseb.) Small - Callaeum psilophyllum (Adr.Juss.) D.M.Johnson - Callaeum reticulatum D.M.Johnson - Callaeum septentrionale (Adr.Juss.) D.M.Johnson |